# South Station
South Station är en järnvägsstation i Boston, Massachusetts. Stationen är stadens största, och knyter ihop många olika transportmedel. Bland annat finns en stor busstation i anslutning till stationen.